# Stati Generali del 1317
Gli stati generali del 1317 furono convocati da re Filippo V di Francia a Bourges il 2 febbraio del 1317.

## Le premesse: la successione di Filippo il Bello
Il 29 novembre 1314 re Filippo IV di Francia detto il Bello morì lasciando tre eredi maschi: Luigi detto l'Attaccabrighe, Filippo detto il Lungo e Carlo detto il Bello.
Prima della morte, nel 1314, Filippo il Bello aveva ordinato l'arresto per adulterio delle nuore Margherita, moglie di Luigi, Giovanna, moglie di Filippo e Bianca, moglie di Carlo.
Divenuto re di Francia con il nome di Luigi X, questi ottenne l'annullamento del matrimonio dalla prima moglie Margherita, dalla quale aveva avuto una figlia, Giovanna, nel 1311, e sposò Clemenza d'Ungheria nel 1315. Il regno di Luigi X fu di breve durata. Egli morì il 5 giugno 1316, mentre sua moglie Clemenza era incinta di un bimbo di sesso ignoto: in attesa del parto fu nominato reggente il fratello Filippo. Il 15 novembre 1316 nacque un maschio, Giovanni I, detto il Postumo, immediatamente riconosciuto re.
Il bimbo però morì 5 giorni dopo, il 20 novembre. Lo zio Filippo rivendicò il trono ai danni della nipote Giovanna, figlia della prima moglie di Luigi. La decisione fu affidata agli Stati Generali, convocati dal reggente Filippo.

## La convocazione degli Stati generali
Convocati nel 1317, gli Stati Generali furono chiamati a decidere sulla possibilità per una donna a rivendicazioni sul trono di Francia.
Linee chiave della discussione dell'assemblea furono l'accusa di adulterio che pesava sulla testa della madre di Giovanna, tanto che fu messa in discussione la reale discendenza della bimba da re Luigi X, e un'antica legge in disuso in Francia, poi nota come legge salica.
La decisione unanime dell'assemblea fu che una donna non può accedere al trono di Francia.
A caratterizzare particolarmente tale convocazione degli Stati Generali, fu che Filippo V decise che le città del regno scegliessero i propri rappresentanti all'assemblea, introducendo il principio dell'elettività dei deputati.

## Conseguenze: la guerra dei cent'anni
Filippo fu incoronato re di Francia con il nome di Filippo V assieme alla moglie Giovanna di Borgogna riconosciuta innocente dall'infamia di adulterio. La coppia reale ebbe sei figli: i maschi Filippo (nato e morto nel 1313) e Luigi (1316-1317) non sopravvissero al padre, che morì il 3 gennaio 1322 senza un diretto discendente maschio.
Carlo, terzogenito di Filippo il Bello, divenne re di Francia con il nome di Carlo IV. Ottenuto l'annullamento delle prime nozze con la moglie Bianca, sposò in seconde nozze Maria del Lussemburgo. La coppia ebbe una femmina, che morì in tenera età. Rimasta di nuovo incinta di un maschio, la regina ebbe un incidente di carrozza in cui persero la vita madre e figlio, nato prematuramente. Re Carlo sposò in terze nozze sua cugina Giovanna d'Évreux, che diede al re due figlie, Giovanna nel 1326 e Maria nel 1327. Carlo IV morì il 1º febbraio 1328, mentre la moglie Giovanna era in attesa di un figlio. Fu scelto come reggente Filippo di Valois, nell'attesa che la regina partorisse. Giovanna d'Evreux partorì una terza femmina, Bianca, e il regno passò nelle mani di Filippo.
Filippo di Valois divenne re con il nome di Filippo VI.
L'ascesa al trono di Filippo non fu accettata da re Edoardo III d'Inghilterra. In quanto figlio di Isabella, figlia di re Filippo il Bello e sorella dei re Luigi X, Filippo V e Carlo IV, Edoardo sosteneva che era lui il discendente più prossimo al trono di Francia. Filippo VI era invece figlio di Carlo di Valois, fratello di Filippo il Bello.
Secondo una rigida applicazione della decisione degli Stati generali, la pretesa di Edoardo III non poteva trovare accoglimento, in quanto la madre Isabella non poteva essere designata come successore al trono in quanto donna. Non essendoci altri discendenti diretti di Filippo il Bello, la linea secondaria di Carlo di Valois, e quindi di re Filippo, era la diretta successione. Non si voleva inoltre permettere l'unificazione dei troni di Francia e Inghilterra sotto lo stesso sovrano.
Tale decisione fu tra le cause della sanguinaria guerra dei cent'anni tra Francia ed Inghilterra.

## Famiglia di Filippo il Bello
Per chiarezza d'esposizione viene riportato in seguito l'albero genealogico di Filippo IV il Bello.
|                        |                        |                        |                        |                        |                        |                        |                        |                        |                        |                        |                        |         |         |         |         |         |         |            |            |            |            |            |            | Filippo III         | Filippo III         | Filippo III         | Filippo III         | Filippo III         | Filippo III         |  |  |           |           |           |           | Isabella d'Aragona    | Isabella d'Aragona    | Isabella d'Aragona    | Isabella d'Aragona    | Isabella d'Aragona    | Isabella d'Aragona    |                      |                      |                      |                      |  |  |                           |                           |                           |                           |                           |                           |  |  |          |          |          |          |          |          |  |  |                   |                   |                   |                   |                   |                   |                 |                 |                 |                 |            |            |            |            |            |            |                    |                    |                    |                    |                    |                    |  |  |
|                        |                        |                        |                        |                        |                        |                        |                        |                        |                        |                        |                        |         |         |         |         |         |         |            |            |            |            |            |            | Filippo III         | Filippo III         | Filippo III         | Filippo III         | Filippo III         | Filippo III         |  |  |           |           |           |           | Isabella d'Aragona    | Isabella d'Aragona    | Isabella d'Aragona    | Isabella d'Aragona    | Isabella d'Aragona    | Isabella d'Aragona    |                      |                      |                      |                      |  |  |                           |                           |                           |                           |                           |                           |  |  |          |          |          |          |          |          |  |  |                   |                   |                   |                   |                   |                   |                 |                 |                 |                 |            |            |            |            |            |            |                    |                    |                    |                    |                    |                    |  |  |
|                        |                        |                        |                        |                        |                        |                        |                        |                        |                        |                        |                        |         |         |         |         |         |         |            |            |            |            |            |            |                     |                     |                     |                     |                     |                     |  |  |           |           |           |           |                       |                       |                       |                       |                       |                       |                      |                      |                      |                      |  |  |                           |                           |                           |                           |                           |                           |  |  |          |          |          |          |          |          |  |  |                   |                   |                   |                   |                   |                   |                 |                 |                 |                 |            |            |            |            |            |            |                    |                    |                    |                    |                    |                    |  |  |
|                        |                        |                        |                        |                        |                        |                        |                        |                        |                        |                        |                        |         |         |         |         |         |         |            |            |            |            |            |            |                     |                     |                     |                     |                     |                     |  |  |           |           |           |           |                       |                       |                       |                       |                       |                       |                      |                      |                      |                      |  |  |                           |                           |                           |                           |                           |                           |  |  |          |          |          |          |          |          |  |  |                   |                   |                   |                   |                   |                   |                 |                 |                 |                 |            |            |            |            |            |            |                    |                    |                    |                    |                    |                    |  |  |
|                        |                        |                        |                        |                        |                        |                        |                        |                        |                        |                        |                        |         |         |         |         |         |         |            |            |            |            |            |            | Filippo IV          | Filippo IV          | Filippo IV          | Filippo IV          | Filippo IV          | Filippo IV          |  |  |           |           |           |           | Giovanna I di Navarra | Giovanna I di Navarra | Giovanna I di Navarra | Giovanna I di Navarra | Giovanna I di Navarra | Giovanna I di Navarra |                      |                      |                      |                      |  |  |                           |                           |                           |                           |                           |                           |  |  |          |          |          |          |          |          |  |  |                   |                   |                   |                   | Carlo di Valois   | Carlo di Valois   | Carlo di Valois | Carlo di Valois | Carlo di Valois | Carlo di Valois |            |            |            |            |            |            | Margherita d'Angiò | Margherita d'Angiò | Margherita d'Angiò | Margherita d'Angiò | Margherita d'Angiò | Margherita d'Angiò |  |  |
|                        |                        |                        |                        |                        |                        |                        |                        |                        |                        |                        |                        |         |         |         |         |         |         |            |            |            |            |            |            | Filippo IV          | Filippo IV          | Filippo IV          | Filippo IV          | Filippo IV          | Filippo IV          |  |  |           |           |           |           | Giovanna I di Navarra | Giovanna I di Navarra | Giovanna I di Navarra | Giovanna I di Navarra | Giovanna I di Navarra | Giovanna I di Navarra |                      |                      |                      |                      |  |  |                           |                           |                           |                           |                           |                           |  |  |          |          |          |          |          |          |  |  |                   |                   |                   |                   | Carlo di Valois   | Carlo di Valois   | Carlo di Valois | Carlo di Valois | Carlo di Valois | Carlo di Valois |            |            |            |            |            |            | Margherita d'Angiò | Margherita d'Angiò | Margherita d'Angiò | Margherita d'Angiò | Margherita d'Angiò | Margherita d'Angiò |  |  |
|                        |                        |                        |                        |                        |                        |                        |                        |                        |                        |                        |                        |         |         |         |         |         |         |            |            |            |            |            |            |                     |                     |                     |                     |                     |                     |  |  |           |           |           |           |                       |                       |                       |                       |                       |                       |                      |                      |                      |                      |  |  |                           |                           |                           |                           |                           |                           |  |  |          |          |          |          |          |          |  |  |                   |                   |                   |                   |                   |                   |                 |                 |                 |                 |            |            |            |            |            |            |                    |                    |                    |                    |                    |                    |  |  |
|                        |                        |                        |                        |                        |                        |                        |                        |                        |                        |                        |                        |         |         |         |         |         |         |            |            |            |            |            |            |                     |                     |                     |                     |                     |                     |  |  |           |           |           |           |                       |                       |                       |                       |                       |                       |                      |                      |                      |                      |  |  |                           |                           |                           |                           |                           |                           |  |  |          |          |          |          |          |          |  |  |                   |                   |                   |                   |                   |                   |                 |                 |                 |                 |            |            |            |            |            |            |                    |                    |                    |                    |                    |                    |  |  |
| Margherita di Borgogna | Margherita di Borgogna | Margherita di Borgogna | Margherita di Borgogna | Margherita di Borgogna | Margherita di Borgogna |                        |                        |                        |                        |                        |                        | Luigi X | Luigi X | Luigi X | Luigi X | Luigi X | Luigi X |            |            |            |            |            |            | Clemenza d'Ungheria | Clemenza d'Ungheria | Clemenza d'Ungheria | Clemenza d'Ungheria | Clemenza d'Ungheria | Clemenza d'Ungheria |  |  | Filippo V | Filippo V | Filippo V | Filippo V | Filippo V             | Filippo V             |                       |                       | Giovanna di Borgogna  | Giovanna di Borgogna  | Giovanna di Borgogna | Giovanna di Borgogna | Giovanna di Borgogna | Giovanna di Borgogna |  |  | Isabella                  | Isabella                  | Isabella                  | Isabella                  | Isabella                  | Isabella                  |  |  | Carlo IV | Carlo IV | Carlo IV | Carlo IV | Carlo IV | Carlo IV |  |  | Giovanna d'Évreux | Giovanna d'Évreux | Giovanna d'Évreux | Giovanna d'Évreux | Giovanna d'Évreux | Giovanna d'Évreux |                 |                 |                 |                 | Filippo VI | Filippo VI | Filippo VI | Filippo VI | Filippo VI | Filippo VI |                    |                    |                    |                    |                    |                    |  |  |
| Margherita di Borgogna | Margherita di Borgogna | Margherita di Borgogna | Margherita di Borgogna | Margherita di Borgogna | Margherita di Borgogna |                        |                        |                        |                        |                        |                        | Luigi X | Luigi X | Luigi X | Luigi X | Luigi X | Luigi X |            |            |            |            |            |            | Clemenza d'Ungheria | Clemenza d'Ungheria | Clemenza d'Ungheria | Clemenza d'Ungheria | Clemenza d'Ungheria | Clemenza d'Ungheria |  |  | Filippo V | Filippo V | Filippo V | Filippo V | Filippo V             | Filippo V             |                       |                       | Giovanna di Borgogna  | Giovanna di Borgogna  | Giovanna di Borgogna | Giovanna di Borgogna | Giovanna di Borgogna | Giovanna di Borgogna |  |  | Isabella                  | Isabella                  | Isabella                  | Isabella                  | Isabella                  | Isabella                  |  |  | Carlo IV | Carlo IV | Carlo IV | Carlo IV | Carlo IV | Carlo IV |  |  | Giovanna d'Évreux | Giovanna d'Évreux | Giovanna d'Évreux | Giovanna d'Évreux | Giovanna d'Évreux | Giovanna d'Évreux |                 |                 |                 |                 | Filippo VI | Filippo VI | Filippo VI | Filippo VI | Filippo VI | Filippo VI |                    |                    |                    |                    |                    |                    |  |  |
|                        |                        |                        |                        |                        |                        |                        |                        |                        |                        |                        |                        |         |         |         |         |         |         |            |            |            |            |            |            |                     |                     |                     |                     |                     |                     |  |  |           |           |           |           |                       |                       |                       |                       |                       |                       |                      |                      |                      |                      |  |  |                           |                           |                           |                           |                           |                           |  |  |          |          |          |          |          |          |  |  |                   |                   |                   |                   |                   |                   |                 |                 |                 |                 |            |            |            |            |            |            |                    |                    |                    |                    |                    |                    |  |  |
|                        |                        |                        |                        |                        |                        | Giovanna II di Navarra | Giovanna II di Navarra | Giovanna II di Navarra | Giovanna II di Navarra | Giovanna II di Navarra | Giovanna II di Navarra |         |         |         |         |         |         | Giovanni I | Giovanni I | Giovanni I | Giovanni I | Giovanni I | Giovanni I |                     |                     |                     |                     |                     |                     |  |  |           |           |           |           |                       |                       |                       |                       |                       |                       |                      |                      |                      |                      |  |  | Edoardo III d'Inghilterra | Edoardo III d'Inghilterra | Edoardo III d'Inghilterra | Edoardo III d'Inghilterra | Edoardo III d'Inghilterra | Edoardo III d'Inghilterra |  |  |          |          |          |          |          |          |  |  |                   |                   |                   |                   |                   |                   |                 |                 |                 |                 |            |            |            |            |            |            |                    |                    |                    |                    |                    |                    |  |  |